# Gelis aponius
Gelis aponius är en stekelart som beskrevs av Schwarz 2002. Gelis aponius ingår i släktet Gelis och familjen brokparasitsteklar. Inga underarter finns listade i Catalogue of Life.